# دهستان پشتکوه (ساری)

موقعیت دهستان پشتکوه بخش چهاردانگهٔ شهرستان ساری. روستای اروست و پشرت در میانهٔ این دهستان.

دهستان پشتکوه، دهستانی است از توابع بخش چهاردانگه شهرستان ساری در استان مازندران.
جمعیت این دهستان بر اساس سرشماری سال ۱۳۹۵ جمعیت آن (۱٬۱۷۰ خانوار) ۳٬۳۲۴ نفر است.
دهستان پشت‌کوه در سرشماری سال ۱۳۹۵
| شمار خانوار | جمعیت | زن    | مرد   |
| ۱٬۱۷۰       | ۳٬۳۲۴ | ۱٬۶۵۶ | ۱٬۶۶۸ |